# Île aux Nattes
Île aux Nattes (Plateaumalagasi: Nosy Nanto) is een eiland van Madagaskar gelegen in de Indische Oceaan. Het eiland bevindt zich vlak ten zuiden van het eiland île Sainte-Marie, de kleinste afstand van elkaar is zo'n 100 meter. Het eiland hoort bij de regio Analanjirofo. Het eiland is 2,7 kilometer lang en 1,3 kilometer breed. Er wonen ongeveer 1500 mensen op het eiland met als hoofdplaats Aniribe. Rondom het eiland toe kan men bultruggen spotten.

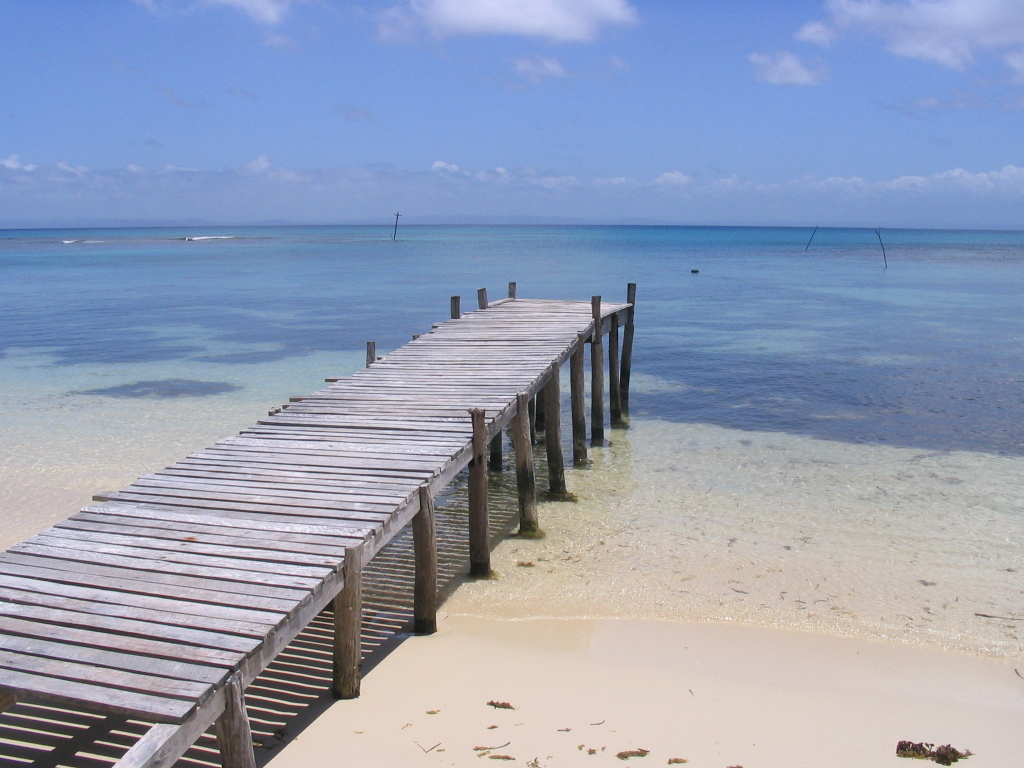
Steiger op het eiland.
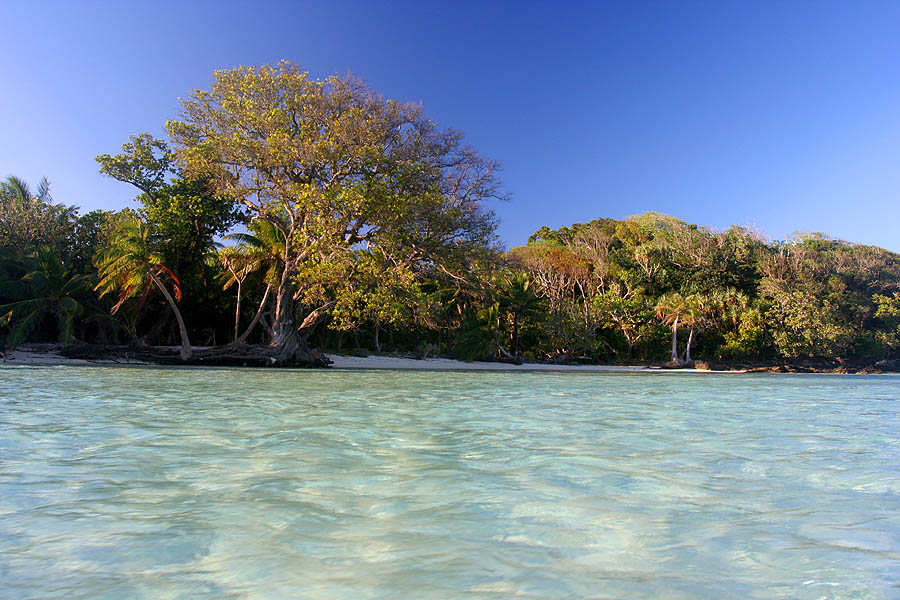
Strand van Île aux Nattes.
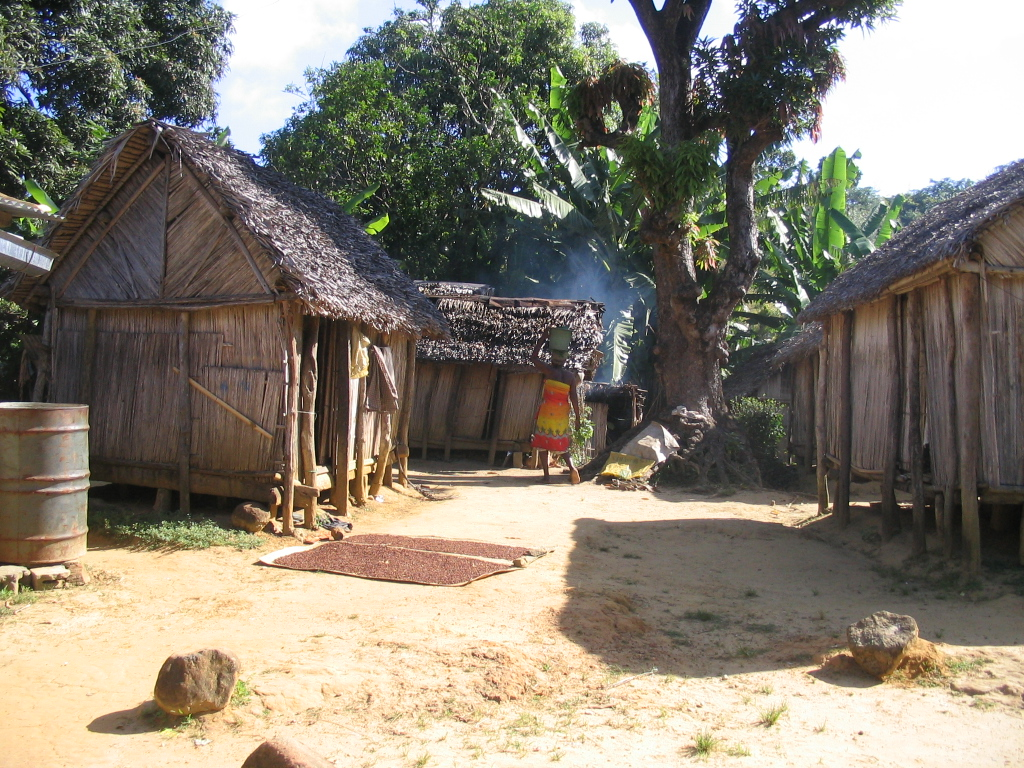
Dorp op het eiland.